# Патриша Нийл
Патриша Нийл (на английски: Patricia Neal) е американска актриса. Носителка е на Оскар и Златен глобус.

## Биография
Започва кариерата си на Бродуей. Нейният филм дебют е през 1948 г. с „Джон обича Мери“. През 1949 г. по време на снимките на „The Fountainhead“ тя се влюбва лудо в една от водещите звезди по това време в Холивуд – Гари Купър. Той е на 46 години и женен, а тя само на 21. Неговата съпруга разбира за връзката и настоява за прекъсването ѝ. Междувременно Патриша забременява, но Гари я убеждава да направи аборт. Дълги години след това Патриша Нийл чувства вина за аборта. Връзката им е прекъсната едва когато дъщерята на Гари Купър обявява и заклеймява тяхната връзка публично.
По-късно се омъжва за Роалд Дал, виден английски писател. Раждат им се пет деца. Две от тях загиват трагично. През 1965 г., докато е бременна, тя изпада за три седмици в кома, а след това е парализирана в продължение на няколко месеца, но въпреки това успява да се върне в киното през 1968 г. и да продължи успешната си кариера. През 1981 г. е направен биографичен филм за нея, „Историята на Патриша Нийл“, като главната роля се играе от Гленда Джексън. През 1983 г. бракът ѝ приключва с развод след 30 години след като тя установява, че мъжът ѝ изневерява с най-добрата ѝ приятелка. През 1988 г. публикува автобиографичната книга „Такава каквато съм“ (As I Am). До смъртта си живее в Ню Йорк. Често изнася речи или участва в церемониите по връчване на наградите „Тони“. Тя е активистка против абортите и счита своя аборт за най-голямата грешка в живота си.
Умира от рак на белите дробове.

## Избрана филмография
| година | филм             | оригинално заглавие    | роля                             | режисьор      |
| ------ | ---------------- | ---------------------- | -------------------------------- | ------------- |
| 1949   | Изворът          | The Fountainhead       | Доминик Франкън                  | Кинг Видор    |
| 1961   | Закуска в Тифани | Breakfast at Tiffany's | Емили Юстас (Туи (2E)) Фейленсън | Блейк Едуардс |
| 1963   | Хъд              | Hud                    | Алма Браун                       | Мартин Рит    |